# Madawaska River (Ottawa River)
Der Madawaska River ist ein Fluss in der kanadischen Provinz Ontario.
Der Fluss hat eine Länge von 230 km und entwässert eine Fläche von 8470 km².
Er hat seinen Ursprung im Source Lake in den Hochlagen des Algonquin Provincial Parks auf einer Höhe von 450 m.
Von dort fließt er in östlicher Richtung und überwindet einen Höhenunterschied von 380 m, bevor er bei Arnprior in den Ottawa River mündet.

Im späten 19. Jahrhundert wurde der Fluss für den Transport von Holz der umliegenden Waldgebiete genutzt.
Anfang der 1960er Jahre wurde der Fluss für die Wasserkraftnutzung erschlossen.
Nicht aufgestaute Abschnitte des Madawaska River werden von Kanu- und Kajakfahrern sowie von Hobbyanglern genutzt.

## Zuflüsse
- Opeongo River
- York River

## Seen und Stauseen
Am Unterlauf des Madawaska River liegen mehrere größere Seen, unter anderem:
- Centennial Lake
- Black Donald Lake
- Calabogie Lake
- Lake Madawaska

## Fauna
Die häufigsten Speisefische, die im Madawaska River gefangen werden, sind: Glasaugenbarsch  (Yellow Pickerel), Hecht, Muskellunge, Schwarzbarsch und Forellenbarsch.

## Provincial Parks
Zwei Abschnitte des Flusses besitzen den Status eines provincial waterway parks:
- Upper Madawaska River Provincial Park, zwischen Whitney und Madawaska; 10,85 km².
- Lower Madawaska River Provincial Park, zwischen Latchford Bridge und Griffith; 12 km².

Beide Parks werden von Ontario Parks verwaltet. Sie verfügen jedoch über keine Besucher-Infrastruktur. Beide Parks eignen sich zum Wildwasserkanufahren.

## Wasserkraftwerke
Entlang dem Mawaska River liegen mehrere Wasserkraftwerke, die von Ontario Power Generation (OPG) betrieben werden.
In Abstromrichtung sind das:
| Name           | Fertig- stellung | Leistung [MW] | Anzahl Turbinen | Betreiber |
| -------------- | ---------------- | ------------- | --------------- | --------- |
| Mountain Chute | 1967             | 170           | 2               | OPG       |
| Barrett Chute  | 1942–1968        | 176           | 4               | OPG       |
| Calabogie      | 1917             | 4             | 2               | OPG       |
| Stewartville   | 1948–1969        | 182           | 5               | OPG       |
| Arnprior       | 1976–1977        | 82            | 2               | OPG       |

## Bilder

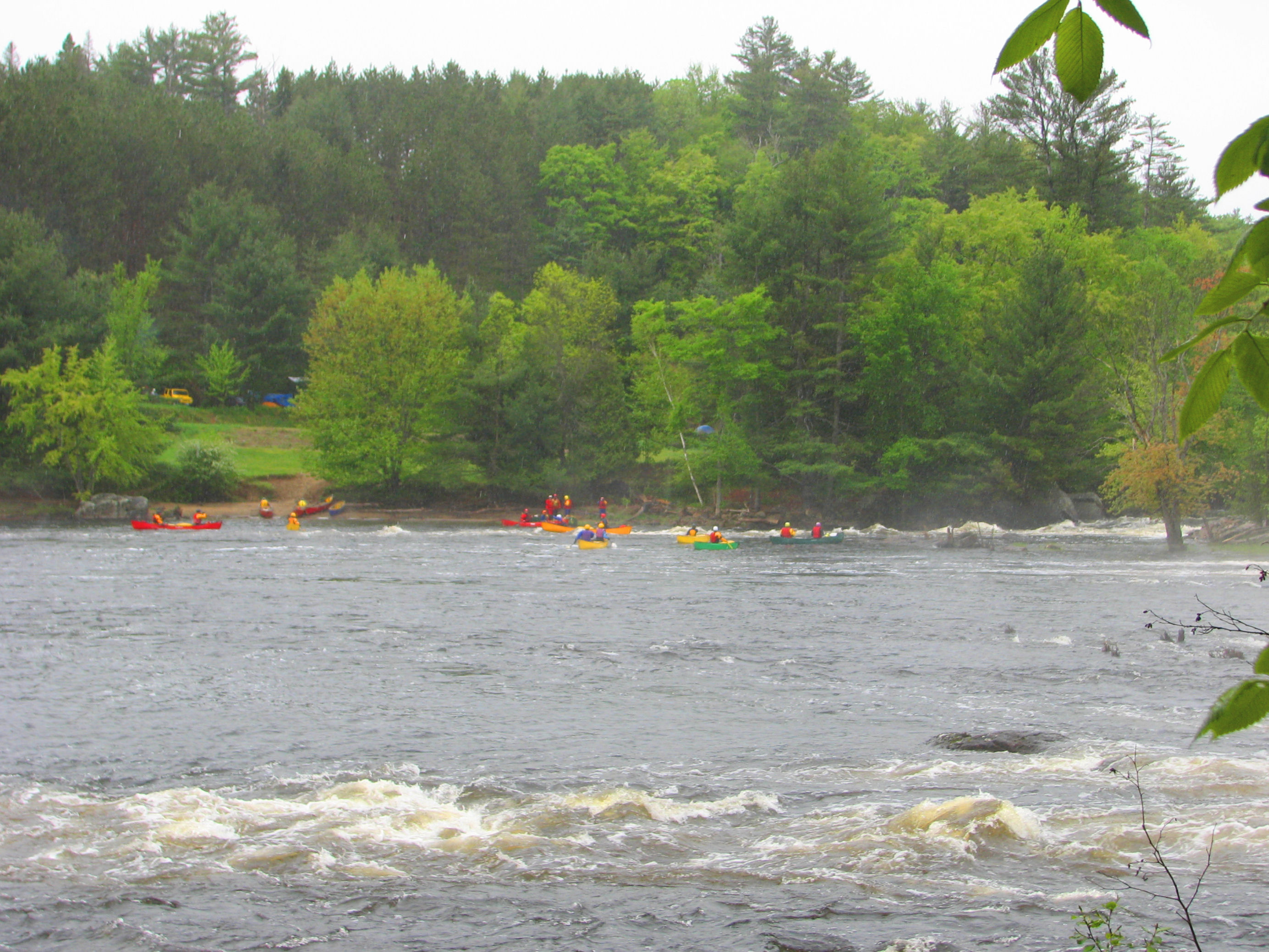
Wildwasserkanu- und Kajak-Training bei Palmer Rapids
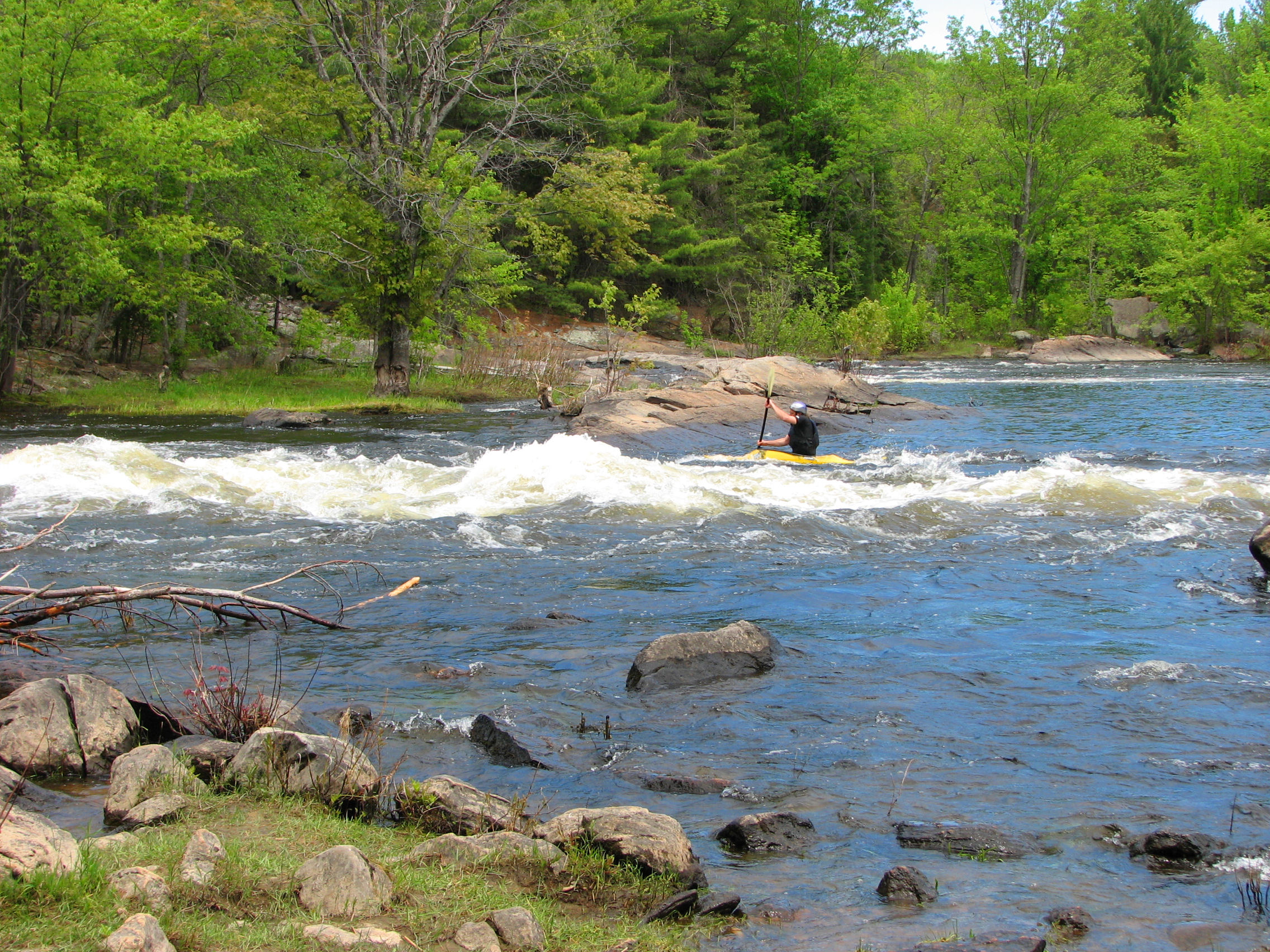
Kajakfahrer bei Palmer Rapids
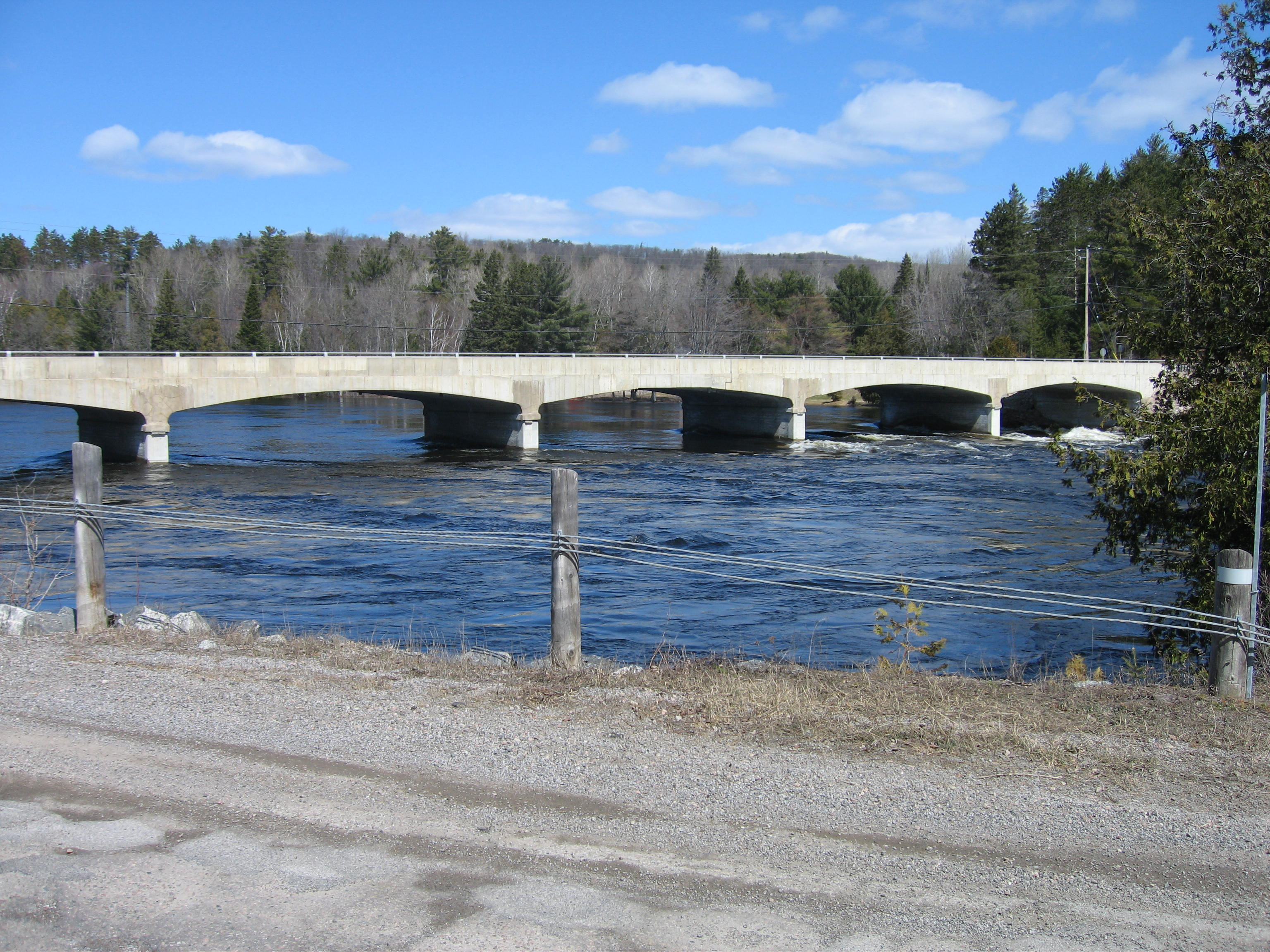
Ontario Highway 41-Brücke über den Madawaska River bei Griffith
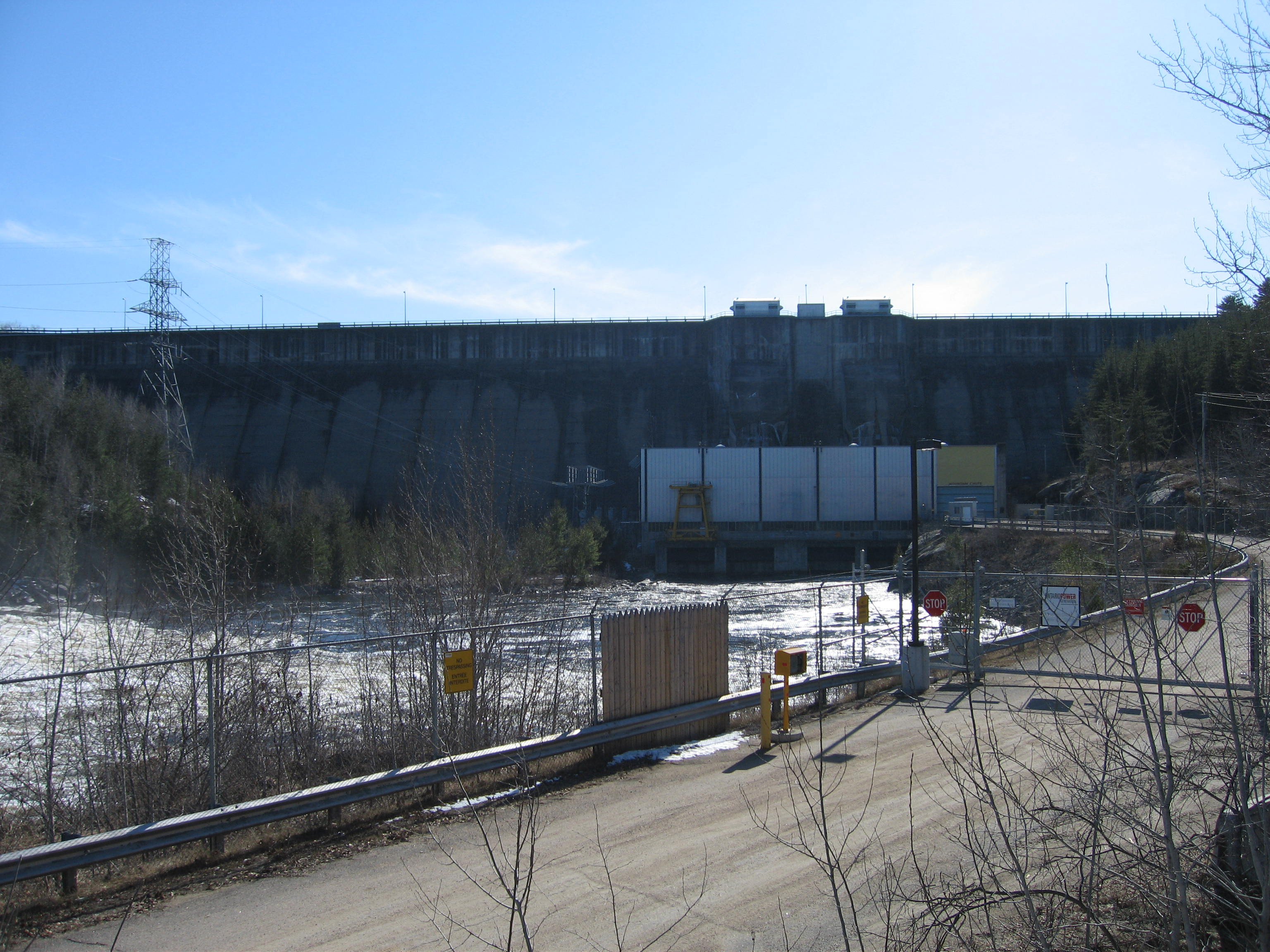
Mountain Chute Dam am Madawaska River nahe Black Donald Lake